# Фармонкулов, Абдуназар
Абдуназар Фармонкулов (22.03.1922 — 2019) — полный кавалер ордена Славы.

## Биография
Родился 22 марта 1922 года в кишлаке Нофароч Ура-Тюбинского района Ходжентийской области Таджикистана в семье крестьянина. Получил  начальное образование. До войны работал в колхозе. В 1939 году призван в армию. Участвовал в советско-финской войне.
В Великую Отечественную войну воевал с самого начала. Воевал разведчиком-наблюдателем 278-й разведывательной роты (175-я стрелковая дивизия, 47-я армия, 1-й Белорусский фронт) в звании ефрейтора.
В 1944 году стал членом КПСС.  
В 1946 году демобилизовался. Жил и работал  механиком в родном кишлаке Нофароч.  
В мае 2005 года, в парке Победы  города Душанбе открыл памятную стелу, на которой высечены имена пятнадцати полных кавалеров ордена Славы, уроженцев Таджикистана, в том числе и его.

## Награды
- Орден Славы 3-й степени (№ 54930). Награждён 17 апреля 1944 года за бои под городом Ковель Волынской области Украины;
- Орден Славы 2-й степени (№ 1347). Награждён 27 августа 1944 года за бои за деревню Смидынь Моциевского района Волынской области Украины и за деревню Словацинск Новы Люблинского воеводства Польши;
- Орден Славы 1-й степени (№ 10). Награждён 22 февраля 1945 года за бои 12—16 сентября 1944 года в районе Праги;
- Орден Отечественной войны 1-й степени;
- Медали.